# Bruno Morales
Bruno Daniel Morales Rodríguez (Montevideo, 10 dicembre 2004) è un calciatore uruguaiano, attaccante del Tlaxcala.

## Carriera

### Club
Cresciuto nel settore giovanile del Montevideo City Torque, debutta in prima squadra il 28 maggio 2022, in occasione dell'incontro di Primera División perso per 3-1 contro il Boston River. Realizza la sua prima rete in campionato il 15 luglio seguente, nell'incontro perso per 2-3 contro il Liverpool (M).

### Nazionale
Nel 2022 ha esordito con la nazionale uruguaiana Under-20.

## Statistiche

### Presenze e reti nei club
Statistiche aggiornate al 2 dicembre 2022.
| Stagione        | Squadra                | Campionato      | Campionato | Campionato | Coppe nazionali | Coppe nazionali | Coppe nazionali | Coppe continentali | Coppe continentali | Coppe continentali | Altre coppe | Altre coppe | Altre coppe | Totale | Totale |
| Stagione        | Squadra                | Comp            | Pres       | Reti       | Comp            | Pres            | Reti            | Comp               | Pres               | Reti               | Comp        | Pres        | Reti        | Pres   | Reti   |
| --------------- | ---------------------- | --------------- | ---------- | ---------- | --------------- | --------------- | --------------- | ------------------ | ------------------ | ------------------ | ----------- | ----------- | ----------- | ------ | ------ |
| 2022            | Montevideo City Torque | PD              | 18         | 2          |                 | -               | -               | CL                 | 0                  | 0                  |             | -           | -           | 18     | 2      |
| Totale carriera | Totale carriera        | Totale carriera | 18         | 2          |                 | -               | -               |                    | 0                  | 0                  |             | -           | -           | 18     | 2      |